# 钟麟 (水产专家)
钟麟（1915年10月29日—1996年3月17日），广东南海县人，鱼类生理学家、鱼类人工繁殖专家，曾任中国水产科学研究院珠江水产研究所所长，为中国现代水产科学技术的开拓者之一。1958年集成鱼类生理学、生态学原理推动发明了“家鱼人工繁殖技术”，开启了水产养殖苗种可控制生产的新时代。由于家鱼人工繁殖技术对水产养殖业发展的巨大贡献，钟麟先生被誉为“家鱼人工繁殖之父”，并先后获得了国家发明奖和全国科学大会奖。
1938年毕业于广东省立高级水产职业学校，1939年在香港中国侨港渔民学校任教，而后随鱼类学家林书颜先生进香港渔业研究所当研究生，1941年冬到农林部广西（桂平）鱼类养殖场工作，开始从事鱼类人工受精工作。 1953年3月，作为广东省人民政府农林厅水产局水产研究所创办人之一，钟麟选定的开所第一个研究项目，就是家鱼人工繁殖。1958年6月4日率先获得池养鲢、鳙鱼人工繁殖成功，为渔业史上的创举，使中国的水产养殖业从此进入一个崭新的时代。

## 主要学术著作
- 《家鱼的生物学和人工繁殖》（1965）
- 《中国池塘养鱼》（1984）
- 《淡水科学养鱼 》（1987）
- 《Pond Fisheries in China》（1991）